# کوبا سیتی (ویسکانسین)
کوبا سیتی، ویسکانسین  (به انگلیسی: Cuba City) شهری در شهرستان گرنت لفییت ایالت ویسکانسین است که در سال ۱۹۲۵ بنیان‌گذاری شده‌است. این شهر طبق سرشماری سال ۲۰۱۰ میلادی ۲٬۰۸۶ نفر جمعیت داشته‌است.